# Верхоленский уезд
Верхоле́нский уе́зд (Верхоленский округ) — административно-территориальная единица в составе Иркутской губернии, существовавшая в 1857—1926 годах. Уездный город — Верхоленск.

## История
Верхоленский округ был образован в 1857 году в составе Иркутской губернии.
В 1898 году Верхоленский округ преобразован в уезд.
В 1924 году центр уезда перенесён в село Качуг.
В 1926 году Верхоленский уезд упразднён, его территория передана в Иркутский округ Сибирского края.

## Население
По данным переписи 1897 года в округе проживало 69 103 чел. В том числе русские — 59,8 %; буряты — 35,6 %; татары — 1,2 %; евреи — 1,0 %. В окружном городе Верхоленске проживало 1354 чел.

## Административное деление
В 1913 году уезд состоял из 7 волостей:
- Бирюльская волость — с. Бирюлька,
- Верхоленская волость — г. Верхоленск,
- Илгинская волость — с. Усть-Илга,
- Качугская волость — с. Качуг,
- Косостепская волость — с. Косая Степь,
- Манзурская волость — с. Манзурка,
- Тутурская волость — с. Тутура.

К 1923 году число волостей выросло до 22, затем сократилось до 20. 6 сентября 1924 года уезд был разделён на 2 укрупнённых волости — Жигаловскую и Качугскую.